# Амбарцумов, Владимир Амбарцумович
Влади́мир Амбарцу́мович Амбарцу́мов (20 сентября [2 октября] 1892, Шемаха, Бакинская губерния, Российская империя — 5 ноября 1937, Москва, СССР) — иерей, священнослужитель Русской православной церкви.
Канонизирован Русской православной церковью в лике священномученика в Соборе святых новомучеников и исповедников российских (Влади́мир пресвитер Моско́вский).

## Биография
Корни семейства Амбарцумовых восходят к армянскому роду Амбарцумянц. Отец — Амбарцум Егорович (Григорьевич, Крикорович) Амбарцумов, почётный гражданин города Шемахи Бакинской губернии, благотворитель, сподвижник основателя обучения глухонемых в России Фёдора Рау, основатель и владелец частной школы для глухонемых в Саратове; племянник Саркиса Амбарцумянца, основавшего в Шемахе первую лютеранскую общину. Мать — Каролина Андреевна Кноблох, немка по происхождению, лютеранка по вероисповеданию.
Духовные и религиозные традиции родителей с детства взрастили во Владимире непоколебимую веру. После переезда родителей в Москву в конце 1890-х годов он обучался в московском Петропавловском мужском училище при лютеранской церкви святых Петра и Павла.

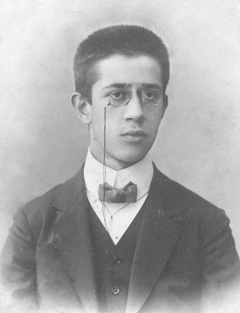
Владимир Амбарцумов, студент Императорского Московского университета, 1911 год

После окончания училища в 1911 году поступил на физико-математический факультет Московского университета, где проучился три семестра и в марте 1913 года по настоянию матери переехал для продолжения образования в Германию. Однако, прожив в Берлине около года, вернулся в Россию. Как позднее стало известно, поезд, увёзший юношу на родину, был последним из Германии в Россию — началась Первая мировая война. В июле 1914 года Владимир вновь поступил на физико-математический факультет Московского университета. В годы обучения в университете Владимир стал членом Христианского студенческого кружка и перешёл из лютеранства в баптизм. В кружке он познакомился с Валентиной Алексеевой, на которой женился в 1916 году.
В конце 1919 года из-за голода в Москве семья переехала в Самару, где Владимир Амбарцумов стал работать сотрудником музея и сблизился с Владимиром Марцинковским, по благословению патриарха Тихона проводившим активную проповедническую деятельность среди учащейся молодёжи.
В 1920 году Амбарцумов был первый раз арестован и перевезён в Москву, через пять недель его освободили с подпиской о невыезде из столицы.
В середине 1920-х годов он познакомился с Валентином Свенцицким и под его влиянием к 1926 году принял православие. В конце 1927 года был направлен в город Глазов к епископу Ижевскому Виктору (Островидову), 4 декабря в кафедральном Преображенском соборе рукоположён в диакона, 11 декабря — в иерея и определён на службу в Георгиевскую церковь Глазова. Через две недели был переведён на службу в Московскую епархию настоятелем московского Князе-Владимирского храма в Старосадском переулке.  С 1929 года был настоятелем храма Святителя Николая у Соломенной сторожки. Будучи не согласен с церковной политикой митрополита Сергия, в 1931 году уволился за штат.

## Смерть
В 1937 году был арестован и заключён в Бутырскую тюрьму. Допрашивали его 20 и 21 сентября и 12 октября 1937 года:
Расшифровка допроса сохранилась:

— В каких контрреволюционных организациях, когда и где вы вообще состояли?
— Я никогда ни в каких контрреволюционных организациях и группах не состоял.
— А чем вы тогда объясняете арест членов христианского студенческого кружка, фактически занявшегося контрреволюционной деятельностью?
— Прежде всего, я глубоко убеждён, что советская власть религиозных людей не понимала и не понимает по сиё время, поэтому совершенно естественно, [что] уже тогда возникли подозрения в том, что христианский студенческий кружок, проповедовавший христианскую веру среди студенческой молодёжи, занимается контрреволюционной деятельностью. Я этот факт категорически отвергаю, а поэтому не могу считать себя состоявшим в контрреволюционной организации.
— Назовите известных вам по 1920 году членов христианского студенческого кружка и укажите, где они находятся в настоящее время.
— Руководителями этой организации были: Марценковский Владимир Филимонович — лектор, примерно в 1921 году был выслан из пределов СССР за границу; где он находится, мне неизвестно, и связи с ним я не имею; Шереметьева Анна Сергеевна (бывшая графиня) — умерла примерно в 1933 году. Фамилий рядовых членов организации я не назову, ибо не нахожу нужным.
— Расскажите следствию, какую роль вы играли в христианском студенческом кружке в 1920 году.
— В городе Куйбышеве (бывшая Самара) я был активным руководителем организации, являясь председателем.
— Назовите круг ваших родственников и близких знакомых и укажите, где они живут, чем занимаются.
— Брат — Амбарцумов Аршак Амбарцумович, живёт в городе Москве, Вспольный переулок, дом № 19, квартира 9, работает инженером Главугля; сестра — Амбарцумова Наталья Амбарцумовна, проживает в городе Москве, Владимиров проезд, дом № 6, работает учительницей глухонемых; что касается своих знакомых, то я их просто не назову, ибо не хочу компрометировать своей судьбой. Должен ещё указать тётку Кноблох Ольгу Андреевну, которая выслана в Кировскую область в 1935 году из Сталинградского края, города Красноармейска, а за что — мне неизвестно…
— Следствие располагает данными, что вы у себя на квартире проводили тайные богослужения. Дайте показания по этому вопросу.
— Тайных богослужений у себя на квартире я не проводил. Начиная с 1931 года я бросил работать как священник и с тех пор богослужениями не занимаюсь вообще, хотя сана с себя не снимал — не отказывался.
— Имели ли место случаи, когда во время личного богослужения присутствовали посторонние люди?
— Таких случаев не было…
— Вы на следствии 21 сентября 1937 [года] заявили, что категорически отвергаете контрреволюционную деятельность христианского студенческого кружка в 1920 году. Чем объяснить такую уверенность и гарантию в отношении этой организации и людей её?
— На основании принятого устава этого кружка как сама организация, так её члены должны были быть аполитичными. Поэтому я категорически заявляю, что ни сам кружок, ни его члены контрреволюционной деятельности не могли проводить.
— Вы вчера отказались дать показания в отношении лиц, входивших в организацию в 1920 году, известных вам сейчас как по месту жительства, так и по месту работы. Следствие настаивает, чтобы вы перечислили их.
— Так как я не усматриваю в деятельности этой организации ничего контрреволюционного, то я окончательно отказываюсь называть фамилии её членов…
— Назовите круг лиц, посещавших вашу квартиру, и расскажите о характере разговоров с ними.
— О том, что квартиру посещали мои брат и сестра, я уже говорил, а в отношении других показания давать я категорически отказываюсь. Разговоры, которые я вёл, носили характер семейно-бытовой, религиозный и научный, причём должен указать, что эти разговоры не носили политического характера, и я, в частности, считаю, что политические проблемы не являются главными проблемами ни в жизни отдельных людей, ни в жизни общества…
— Когда и при каких обстоятельствах вы познакомились с Шиком Михаилом Владимировичем?
— С Шиком я знаком с зимы 1928—1929 года, и с осени 1929 года я с Шиком хорошо познакомился, когда его двадцатка с моим отзывом пригласила его служить в церковь у Соломенной Сторожки священником. Я в это время замещал настоятеля церкви.
— Когда и где вы встречались последний раз с Шиком М. В.?
— Последняя моя встреча была с Шиком М. В. осенью 1934 года в Москве, я его случайно встретил на Арбате, и пошли к нему на квартиру.
— Следствие располагает данными, что вы с Шиком М. В. встречались в начале 1937 года, и требует от вас правдивого показания.
— В начале 1937 года я с Шиком М. В. не встречался.
— Зачитываю вам показания обвиняемого вашего единомышленника Шика М. В. от 3 июня 1937 [года] о том, что вы у него были два раза в городе Малоярославце в 1935—1936 годах и два раза был у вас на квартире обвиняемый Шик М. В.
— Да, я, Амбарцумов В. А., целиком подтверждаю показания Шика М. В. о том, что я был у него два раза в городе Малоярославце и он у меня был два раза на квартире в селе Никольском, встречи были у нас в 1935—1936 году.
— Почему вы скрывали от следствия встречи с Шиком М. В. в начале 1937 года?
— Встречи с Шиком М. В. в начале 1937 [года] я скрывал от следствия лишь только потому, что я боялся, что буду обвинён как участник контрреволюционной организации церковников, будучи связан с арестованным Шиком М. В.
— Цель поездок к Шику М. В. в город Малоярославец в 1935—1936 годах?
— Цель моих поездок к Шику М. В. в город Малоярославец в 1935—1936 годах — личные встречи с единомышленником и обменяться мнениями по церковным, общерелигиозным вопросам, а также и жизненным вопросам.
— Изложите содержание контрреволюционных разговоров, имевших место между вами и Шиком М. В.
— При наших встречах мы, то есть я, Амбарцумов, и Шик, обсуждали о тяжёлом ненормальном положении Православной Церкви в СССР, говорили, что раз Церковь отделена от государства, то государство не должно вмешиваться в церковные дела, также говорили, [что] если Церковь не занимается политикой, то надо дать Церкви свободу действий и дальнейшего её развития, дать возможность провозглашать свободно проповеди с целью укрепления Православной Церкви. Я говорил, что бывают случаи, когда служители культа невинно осуждаются за контрреволюционную деятельность и высылаются в концлагеря и в тюрьмы.
— Что вы говорили о новой Конституции?
— По вопросам Конституции я говорил, что хотя служители культа и получили по новой Конституции права быть избранными и избирать, но я не верю, что служители культа будут избраны в советы.
— Ваше отношение к советской власти?
— Я по своим убеждениям заявляю, что советская власть есть явление временное, как всякая власть".

Как видно из протоколов, на вопросы о знакомых, сотрудниках по Христианскому студенческому движению, близких духовных чадах и собратьях-священниках отец Владимир называл или покойных, или лиц, находящихся вне досягаемости властей, или просто отказывался отвечать; говорил он лишь о том, что и без него было известно сотрудникам НКВД.
2 ноября было составлено заключение по следственному делу; отец Владимир обвинялся в том, что он был «активным участником и организатором контрреволюционной нелегальной монархической организации церковников — последователей „ИПЦ“, среди своих единомышленников проводил большую контрреволюционную работу, направленную к свержению советской власти и реставрации монархического строя в СССР, то есть в преступлении, предусмотренном ст. 58, п. 10 и 11 УК РСФСР».
Следственное дело было направлено на рассмотрение тройки при УНКВД СССР по Московской области, которая 3 ноября 1937 года постановила «Амбарцумова Владимира Амбарцумовича расстрелять»; 5 ноября священномученик Владимир был расстрелян на Бутовском полигоне под Москвой. На запросы родных отвечали: осуждён на 10 лет без права переписки.

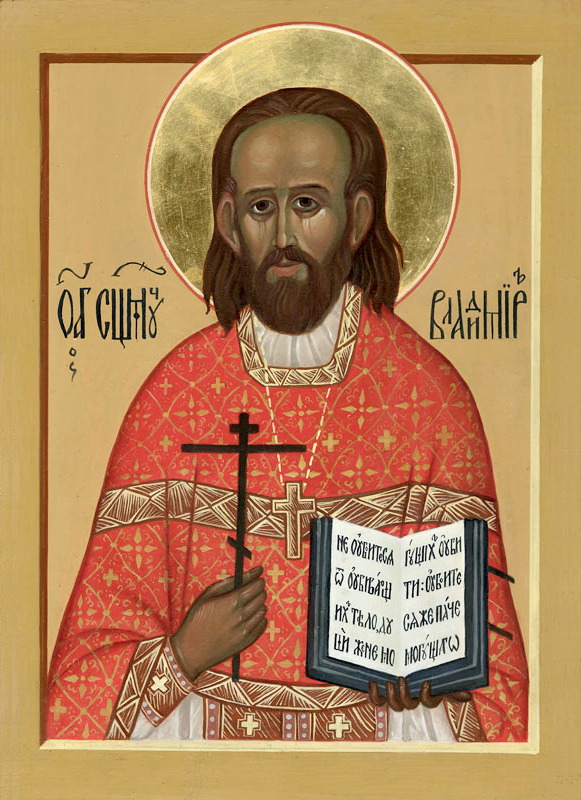
Икона Священномученика Владимира Амбарцумова.

## Реабилитация и канонизация
Деянием юбилейного освящённого архиерейского собора Русской православной церкви (13-16 августа 2000 года) о соборном прославлении новомучеников и исповедников Российских XX века Владимир Амбарцумов причислен к лику святых в чине почитания — священномученик.

## Семья
Брат и сестра
- Амбарцумов, Аршак Амбарцумович
- Амбарцумова, Наталья Амбарцумовна

Дети
- Амбарцумов, Евгений Владимирович (1917—1969) — протоиерей, в 1967—1969 годах настоятель Князь-Владимирского собора в Ленинграде.
- Амбарцумов, Виктор Владимирович (1919—1920)
- монахиня Георгия (Лидия Каледа) (1922—2010), вдова профессора, доктора геолого-минералогических наук, протоиерея Глеба Каледы.

Племянник
- Амбарцумов, Евгений Аршакович (1929—2010) — российский политический деятель, политолог, дипломат. Депутат Государственной думы РФ первого созыва (1994).

Внуки
- Амбарцумов, Алексий Евгеньевич (1946—2019), протоиерей, в 2003—2015 настоятель храма во имя святых Константина и Елены, Всеволожск, Ленинградская область, в 2015—2019 настоятель Богоявленского храма в дер. Разметелево, Всеволожский район, Ленинградская область.
- Амбарцумов, Димитрий Евгеньевич (1948—2010), протоиерей, настоятель храма во имя святителя Николая, посёлок имени Свердлова, Всеволожский район, Ленинградская область.
- Каледа, Иоанн Глебович (род. 1954) — протоиерей, настоятель храма Троицы Живоначальной на Грязех у Покровских ворот, Москва.
- Каледа, Кирилл Глебович (род. 1958) — протоиерей, настоятель храма святых новомучеников и исповедников Российских, Бутово, Москва.
- игуменья Иулиания (Мария Каледа) (род. 1961) — настоятельница Зачатьевского ставропигиального женского монастыря, Москва.

Правнуки (правнуков у отца Владимира более пятидесяти)
- Амбарцумов, Иаков Димитриевич — протоиерей, настоятель храма во имя святителя Николая, посёлок имени Свердлова, Всеволожский район, Ленинградская область, клирик Санкт-Петербургского подворья Коневского Рождество-Богородичного монастыря.
- Амбарцумов, Илия Димитриевич — иерей, кандидат богословия, настоятель храма святой великомученицы Варвары в Рахье, Всеволожский район, Ленинградская область.
- Ильяшенко, Филипп Александрович — священник, кандидат исторических наук, клирик храма святителя Николая в Кузнецах, преподаватель ПСТГУ, многодетный отец.
- Ильяшенко, Николай Александрович — диакон, сотрудник ПСТГУ.